# Schub

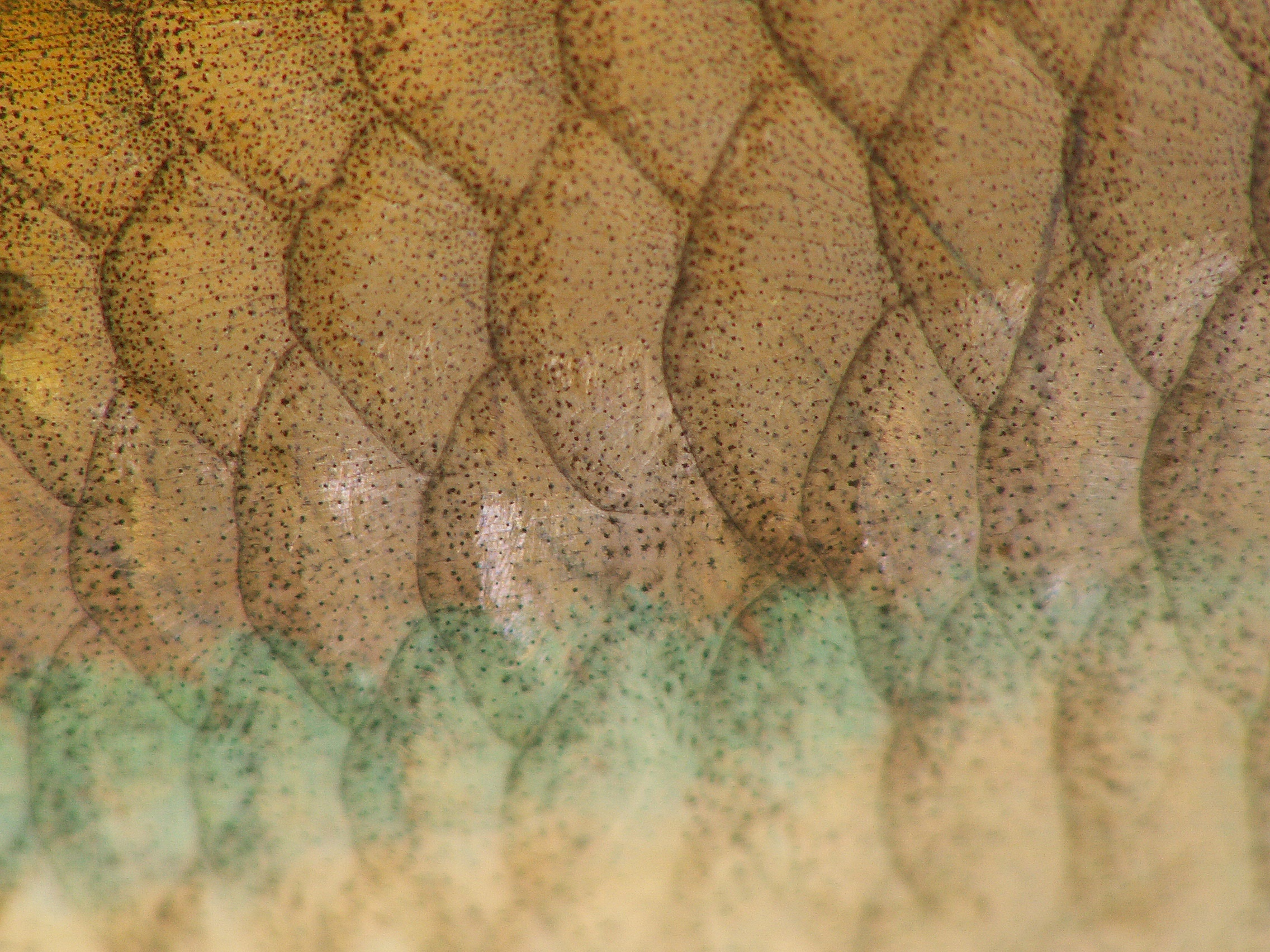
Patroon van de schubben en kleuren bij de bittervoorn

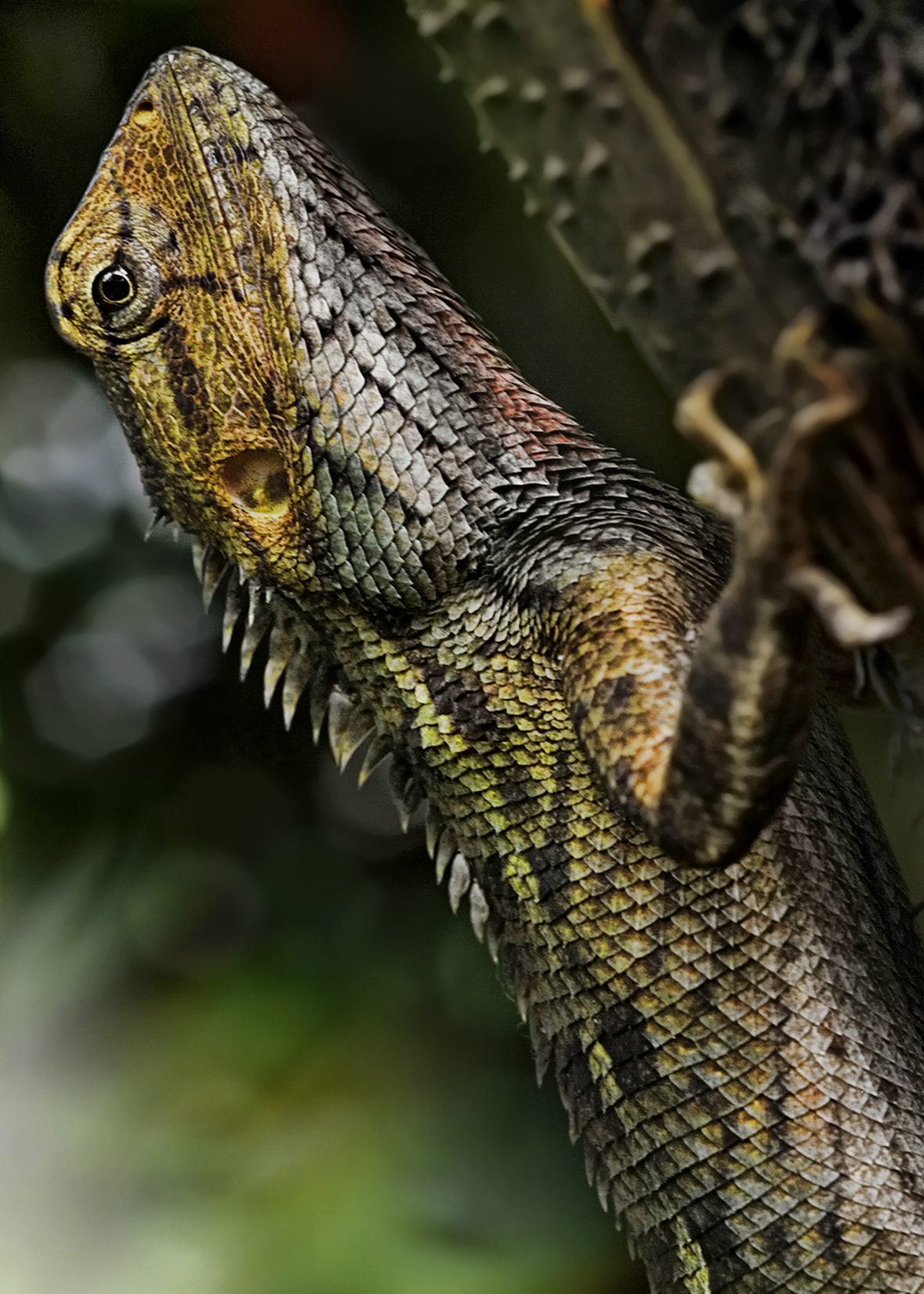
Een hagedis.

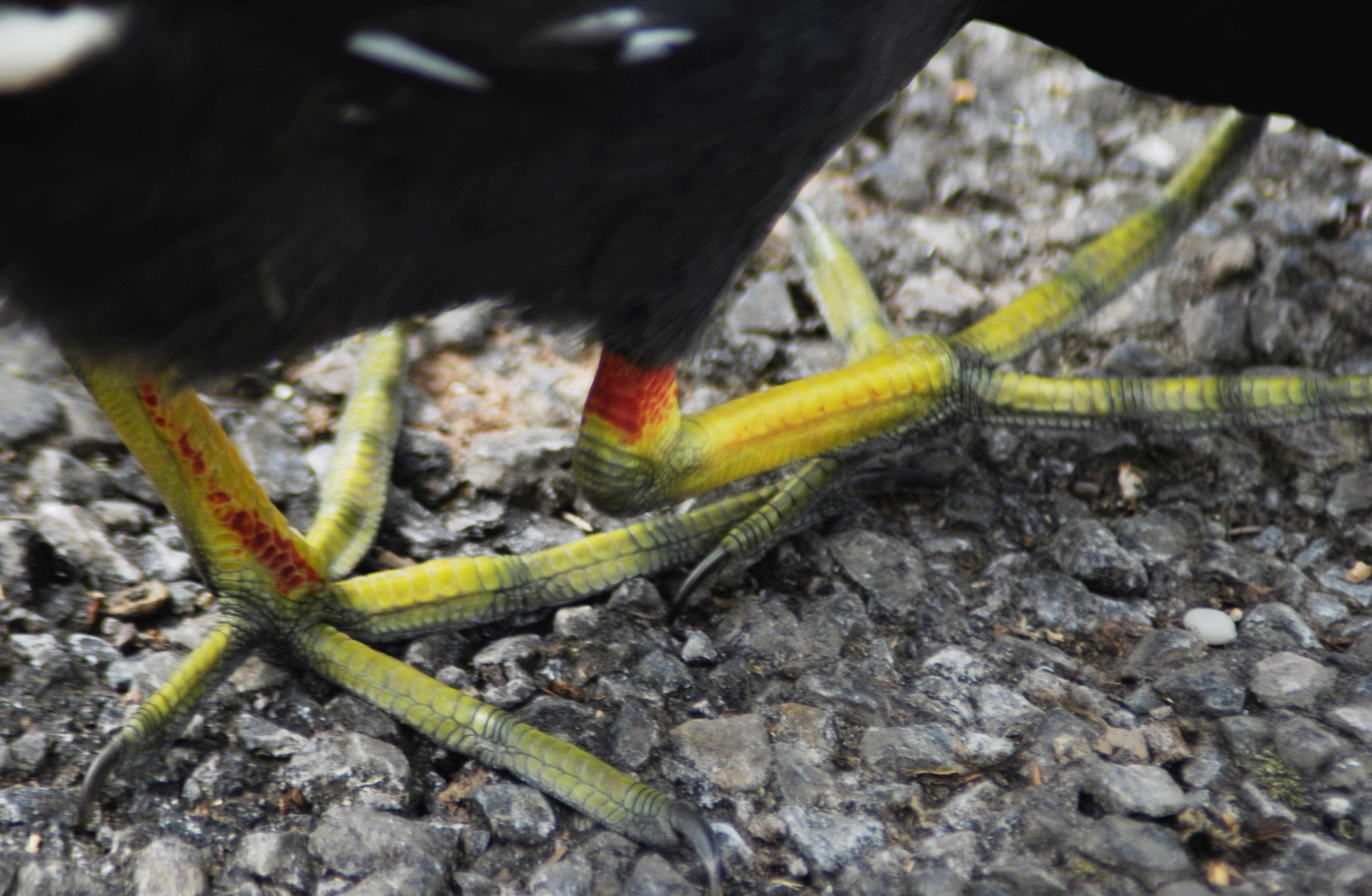
Poten van een waterhoen

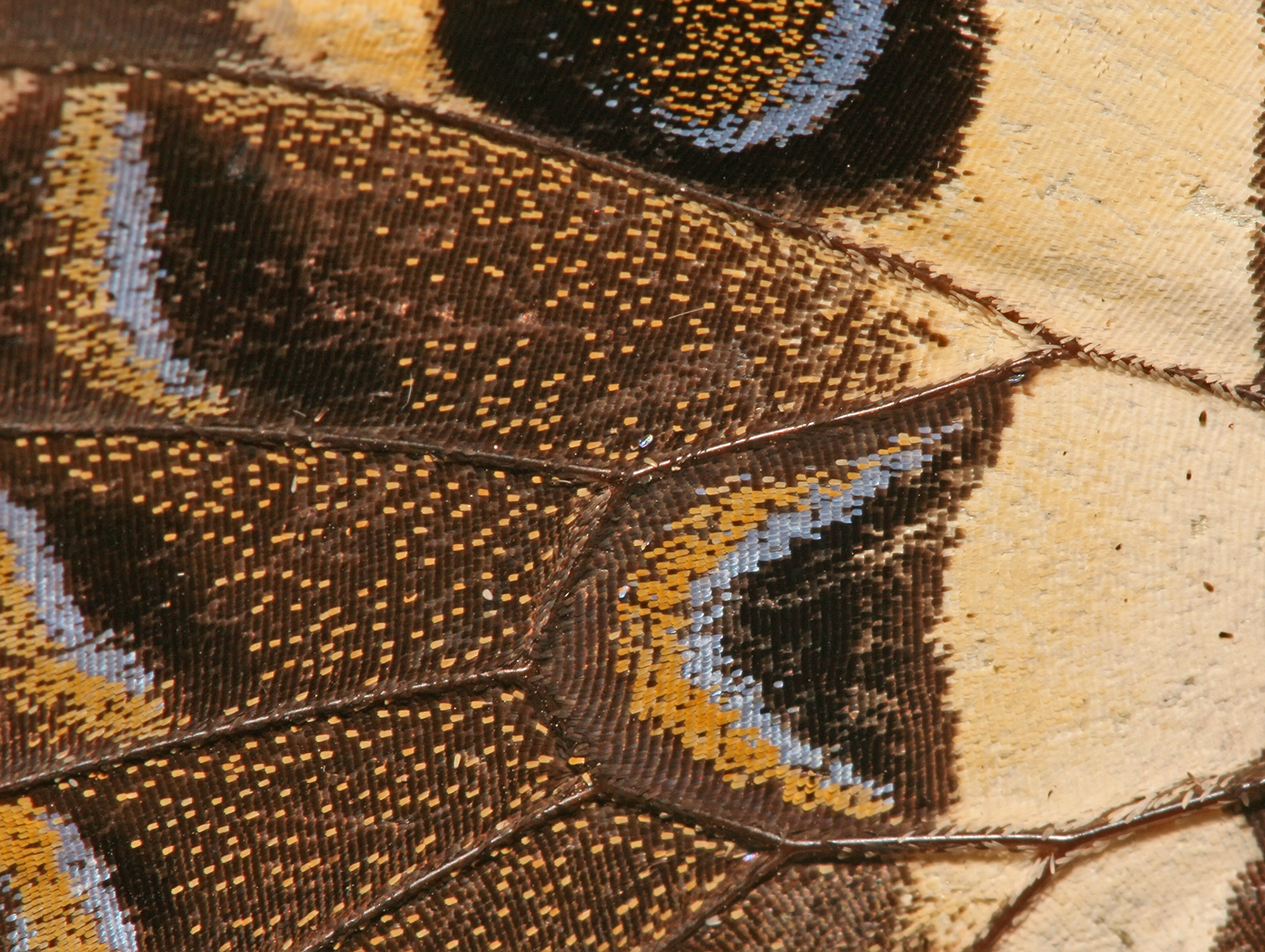
De schubben op een vlindervleugel

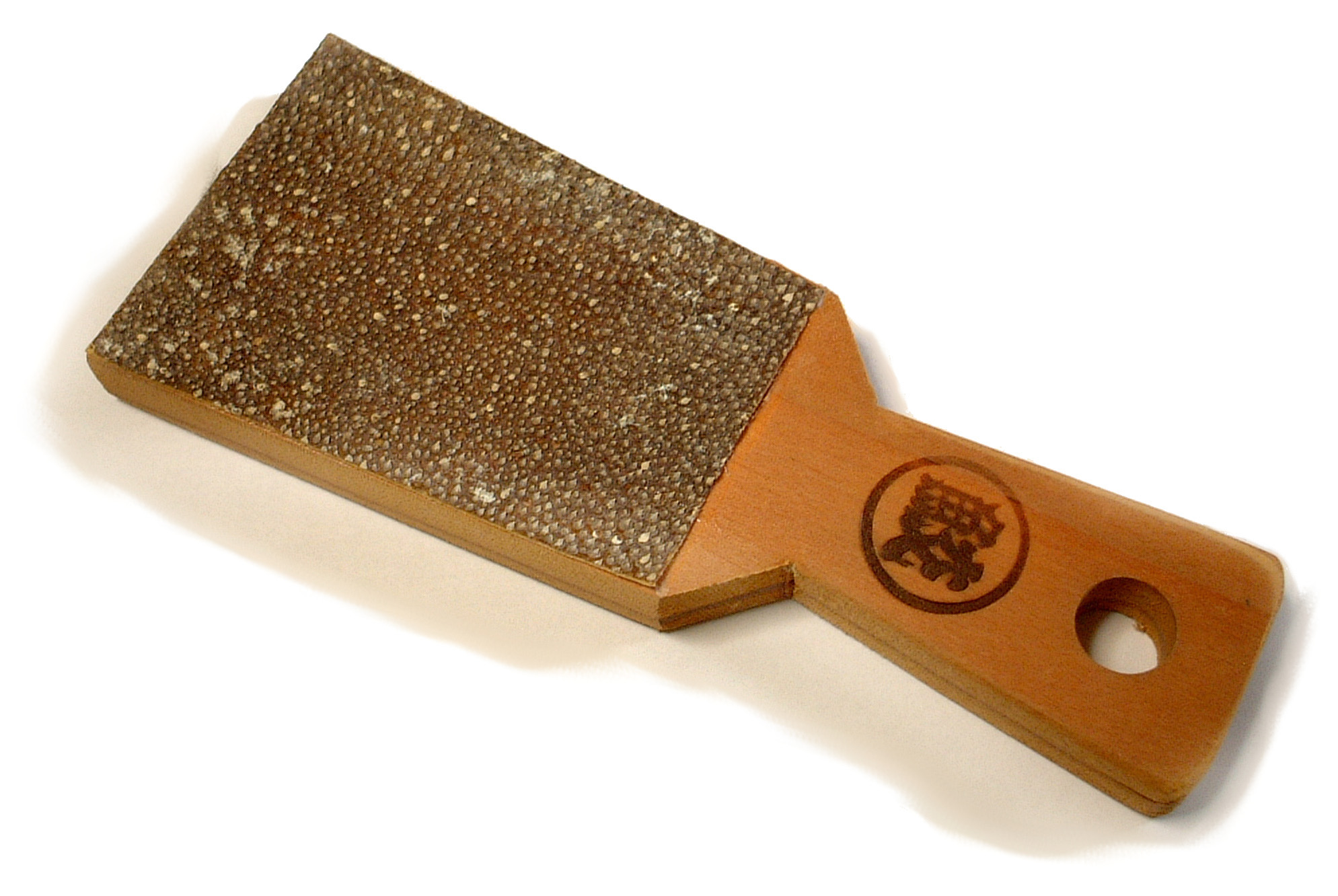
Een rasp met haaienhuid om wasabi tot een crème-achtige substantie te raspen.

De term schubben wordt gebruikt voor overlappende plaatjes die aan een kant vastzitten en zo een oppervlak bedekken met een niet geheel gladde betegeling. In ruimere zin worden ook zaken als schubben aangeduid die erop lijken. In de biologie zijn er nog andere definities van schubben.

## Schubben bij dieren
In de zoölogische morfologie is een schub (Oudgrieks λεπίς: lepis) een kleine stijve plaat die uit een dierlijke huid steekt om bescherming te bieden. Niet elk dier heeft dezelfde soort schubben. Bovendien zijn schubben door de jaren heen met variërende structuur en functie geëvolueerd. Veel dieren hebben overlappende schubben, maar volgens de definitie hoeft dat niet.
- Zeer veel beenvissen hebben overlappende schubben. De achterkant ligt op de voorkant van de volgende schub. Op deze manier geleiden de schubben de waterstroom en is het lichaam beschermd zonder aan flexibiliteit te verliezen. De schubben vormen de buitenste laag van de opperhuid, epidermis. Samen met de dermis bepaalt de epidermis welke kleuren een beenvis heeft, hun schubben zelf zijn volledig transparant. De schubben zorgen bovendien voor kleine verhogingen en verlagingen, wat een betere hydrodynamica geeft dan een volkomen gladde huid. Dat komt, omdat bij een glad lichaam een turbulente stroming met wervelingen ontstaat, wat de vis veel energie kost. Omdat dergelijke grote wervelingen bovendien op onvoorspelbare manier kunnen veranderen, zou een gladde vis moeilijk kunnen manoeuvreren. De schubben zorgen voor kleine wervelingen, waaroverheen een regelmatige laminaire stroming ontstaat.
  - Vissenschubben kunnen vaak gebruikt worden om de leeftijd van een vis te bepalen, doordat de groei afhankelijk van het seizoen wisselt. Hierdoor ontstaan jaarringen vergelijkbaar met die in bomen.[1]
- Haaien en roggen hebben schubben die niet overlappen. Hoewel deze kraakbeenvissen van een afstand gezien geen schubben lijken te hebben, hebben ook zij geen volkomen gladde huid, om dezelfde reden als hierboven bij de beenvissen beschreven is. Zij hebben kleine, harde uitsteeksels, die zelfs zo ruw kunnen zijn dat er zeer fijne raspen en schuurpapier van gemaakt wordt.
- Bij de reptielen hebben alle schubreptielen (waaronder hagedissen en slangen) overlappende schubben. Bij krokodilachtigen overlappen de schubben niet. Bij reptielen zijn de schubben vaak niet aan elkaar gegroeid, zodat het lichaam kan uitzetten en bewegen, maar op kwetsbare plaatsen zijn ze soms wel verbonden. Zo zijn bij krokodilachtigen de schubben van de kop vergroeid met de botten van de schedel en zijn ze in de nek vergroeid tot nuchaalplaten.
- Ook vogels hebben schubben, meestal op hun poten. Tevens wordt verondersteld dat hun veren uit schubben zijn geëvolueerd.
- Insecten kunnen allerlei soorten schubben hebben, op uiteenlopende plaatsen. Een voorbeeld zijn de plaatjes op de oppervlakte van de vleugel die kleur geven, in het bijzonder bij vlinders. Hun wetenschappelijke naam (Lepidoptera: schubvleugeligen) is hierop gebaseerd. Zie ook de anatomie van insecten.
- Een paar zoogdieren hebben ook schubben, bijvoorbeeld schubdieren (Manidae), of ratten en muizen op hun staart. Deze zijn in de loop der tijd ontstaan uit haar.
Bij mensen komt de ziekte psoriasis, voor, die wel aangeduid wordt als schubziekte. De huidafwijkingen die karakteristiek zijn voor de ziekte hebben met schubben niets te maken, behalve soms een gelijkenis op het oog.

## Schubben bij planten
- Bij planten kan de knop omgeven zijn door bladschubben.
- Het bovenste kroonkafje van een aartje bij grassen is ook een schub.
- Bij varens is de bladsteel dikwijls bedekt met schubben. Dit is vooral opvallend bij jonge planten die net boven de grond komen.